# Alvania jeffreysi
Alvania jeffreysi is een slakkensoort uit de familie van de Rissoidae. De wetenschappelijke naam van de soort is voor het eerst geldig gepubliceerd in 1864 door Waller.